# Efecte zooming
L'efecte zooming és una tècnica fotogràfica que consisteix en la variació de la distància focal de la lent durant el moment de l'obturació. Els resultats que s'obtenen mostren un seguit de línies que conflueixen en el centre de la imatge, aconseguint així un efecte de moviment. D'aquesta manera, qui veu la fotografia, dirigeix la seva mirada al centre de la imatge el que dona un efecte de sensació de moviment o de vertigen.
Per obtenir aquest efecte s'ha de capturar la fotografia amb un diafragma bastant tancat (f/11, f/16, f/22), un temps d'exposició prou alt (menys de 1/15) i en tenir l'obturador obert mentre es canvia la distància focal, pel que necessàriament haurà de ser un objectiu zoom.